# Głębia oceanu
Głębia oceanu (oryg. The Deep End of the Ocean) – dramat z 1999 roku w reżyserii Ulu Grosbarda.

## Obsada
- Michelle Pfeiffer jako Beth Cappadora
- Treat Williams jako Pat Cappadora
- Whoopi Goldberg jako Candy Bliss
- Jonathan Jackson jako Vincent Cappadora w wieku 16 lat
- Ryan Merriman jako Sam Karras/Ben Cappadora w wieku 12 lat
- Cory Buck jako Vincent Cappadora w wieku 7 lat
- Alexa Vega jako Kerry Cappadora
- Michael McGrady jako Jimmy Daugherty
- Brenda Strong jako Ellen
- Michael McElroy jako Ben Cappadora w wieku 3 lat